# Konseljpresident
Konseljpresident är titeln för regeringschefen i vissa länder. Detta inkluderar Italiens konseljpresident (presidente del consiglio dei ministri – 'ordförande för ministerrådet').
Tidigare har titeln även använts i Frankrike 1876–1959 (président du conseil) och i Danmark 1855–1915 (konseilspræsident). I Danmark används från 1915 istället titeln statsminister. I Frankrike, som ofta anses ha en "stark president" (som statschef) är det dock sedan de Gaulles införande av dagens franska konstitution 1959, den så kallade femte republiken, premiärministern (franska: premier ministre) som bildar regering och är chef för denna. 
Konselj används i Sverige som term för ett regeringssammanträde där statschefen (kungen) är närvarande.